# انتخابات برکناری فرمانداری کالیفرنیا ۲۰۲۱
انتخابات برکناری فرماندار کالیفرنیا در سال ۲۰۲۱     انتخابات ویژه ای برای برکناری فرماندار گوین نیوسام است که قرار است در سال ۲۰۲۱ برگزار شود. این دومین انتخابات برکناری فرمانداری در تاریخ این ایالت خواهد بود.  تاریخ انتخابات احتمالی هنوز مشخص نشده‌است ، منتظر تأیید طومار برکناری و زمان‌بندی بعدی انتخابات.
در تاریخ ۲۶ آوریل ۲۰۲۱، دفتر وزیر دولت شرلی وبر اعلام کرد که تلاش برای برکناری به اندازه کافی امضا برای برگزاری رای‌گیری بدست آورده‌است.